# فرهت حسن خان
فرهت حسن خان (انگلیسی: Farhat Hassan Khan؛ زادهٔ ۱۰ ژانویهٔ ۱۹۶۵) بازیکن هاکی روی چمن اهل پاکستان است. او یک مدال برنز در المپیک تابستانی ۱۹۹۲ در بارسلون به دست آورد.